# 笠松刑務所

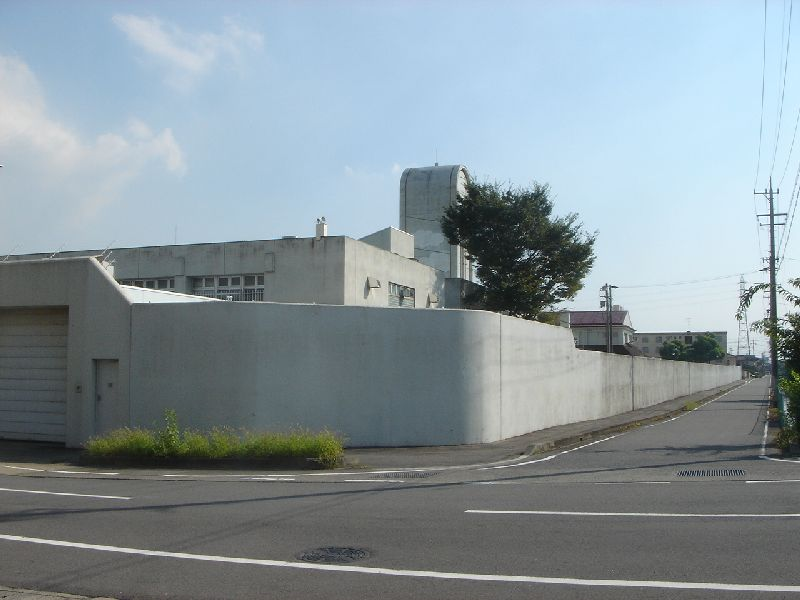
笠松刑務所(北側隅)

笠松刑務所（かさまつけいむしょ）は、法務省矯正局の名古屋矯正管区に属する刑務所。全国に9か所ある女子刑務所のうちのひとつである。

## 所在地
- 〒501-6095　岐阜県羽島郡笠松町中川町23
  - 名鉄 名古屋本線 笠松駅下車徒歩約10分

## 収容分類級
- W級（女子受刑者一般） - 収容理由は覚醒剤取締法違反が最も多い。

## 収容定員
- 532人

## 沿革
- 1948年（昭和23年）：笠松女子学院として設立。全国から成績の良い受刑者を集め、格子なき刑務所にしたいとの構想で設立された。当初の収容人員は約60名程度で織物作業に従事させた。
- 1949年（昭和24年）：笠松刑務所に改称

## 組織
所長の下に2部1課を持つ2部制である。このほか、他の女子刑務所と同様に、調査官が配置されている。
- 総務部（庶務課、会計課、用度課）
- 処遇部（処遇担当、企画担当）
- 医務課
- 調査官

## 特記事項
- 受刑者の社会復帰促進のため職業訓練が実施されており、美容・ボイラー運転・介護サービス・ビルハウスクリーニングの4課程を設置している。中でも美容課程は全国の刑務所から受刑者を募って訓練し、出所後の社会復帰円滑化を目指している。なお、刑務所内にある美容院は、受刑者が美容師で働いているが、一般人(女性のみ)も利用可能である。
- 刑務作業の一環として、七宝製品が製作されている。
- 第二次世界大戦後の一時期には、付属特別女子少年院が設けられていた。同院からは1951年（昭和26年）11月6日、収容者8人が集団脱走を行っている[1]。